# Verrières (Orne)
Verrières ist eine französische Gemeinde mit 420 Einwohnern (Stand: 1. Januar 2022) im Département Orne in der Region Normandie. Sie gehört zum Arrondissement Mortagne-au-Perche und zum Kanton Bretoncelles.

## Lage
Die Gemeinde Verrières liegt im Regionalen Naturpark Perche, neun Kilometer nordwestlich von Nogent-le-Rotrou. Nachbargemeinden von Verrières sind, Saint-Germain-des-Grois im Nordosten, Sablons sur Huisne im Osten, Saint-Pierre-la-Bruyère im Südosten, Perche en Nocé im Südwesten sowie Rémalard en Perche im Nordwesten.

## Bevölkerungsentwicklung
| Jahr                       | 1962 | 1968 | 1975 | 1982 | 1990 | 1999 | 2006 | 2014 | 2022 |
| -------------------------- | ---- | ---- | ---- | ---- | ---- | ---- | ---- | ---- | ---- |
| Einwohner                  | 495  | 445  | 317  | 336  | 351  | 383  | 418  | 422  | 420  |
| Quellen: Cassini und INSEE |      |      |      |      |      |      |      |      |      |

## Sehenswürdigkeiten
- Kirche Saint-Ouen, Monument historique seit 1975
- Schloss La Roussetière

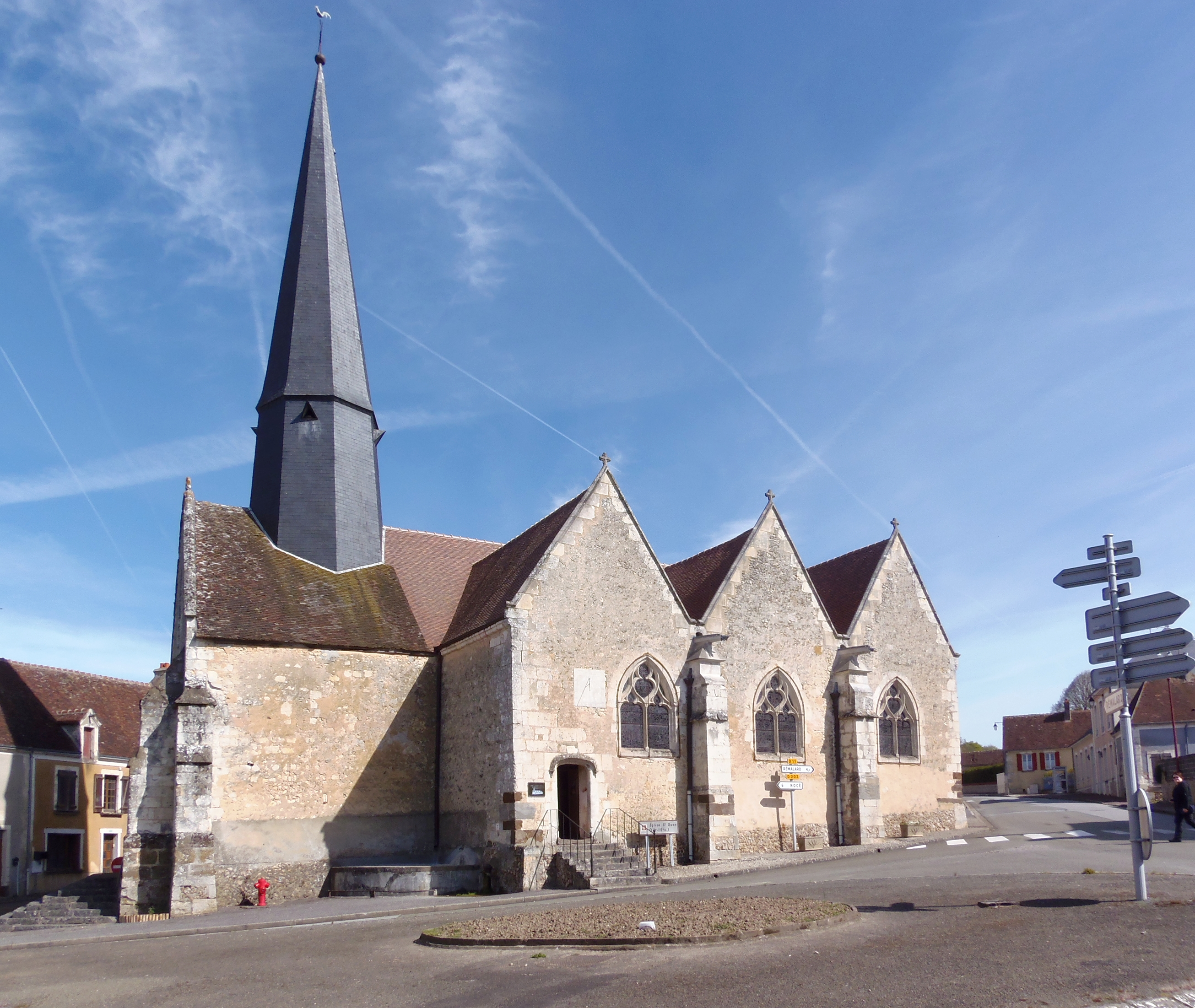
Kirche Saint-Ouen
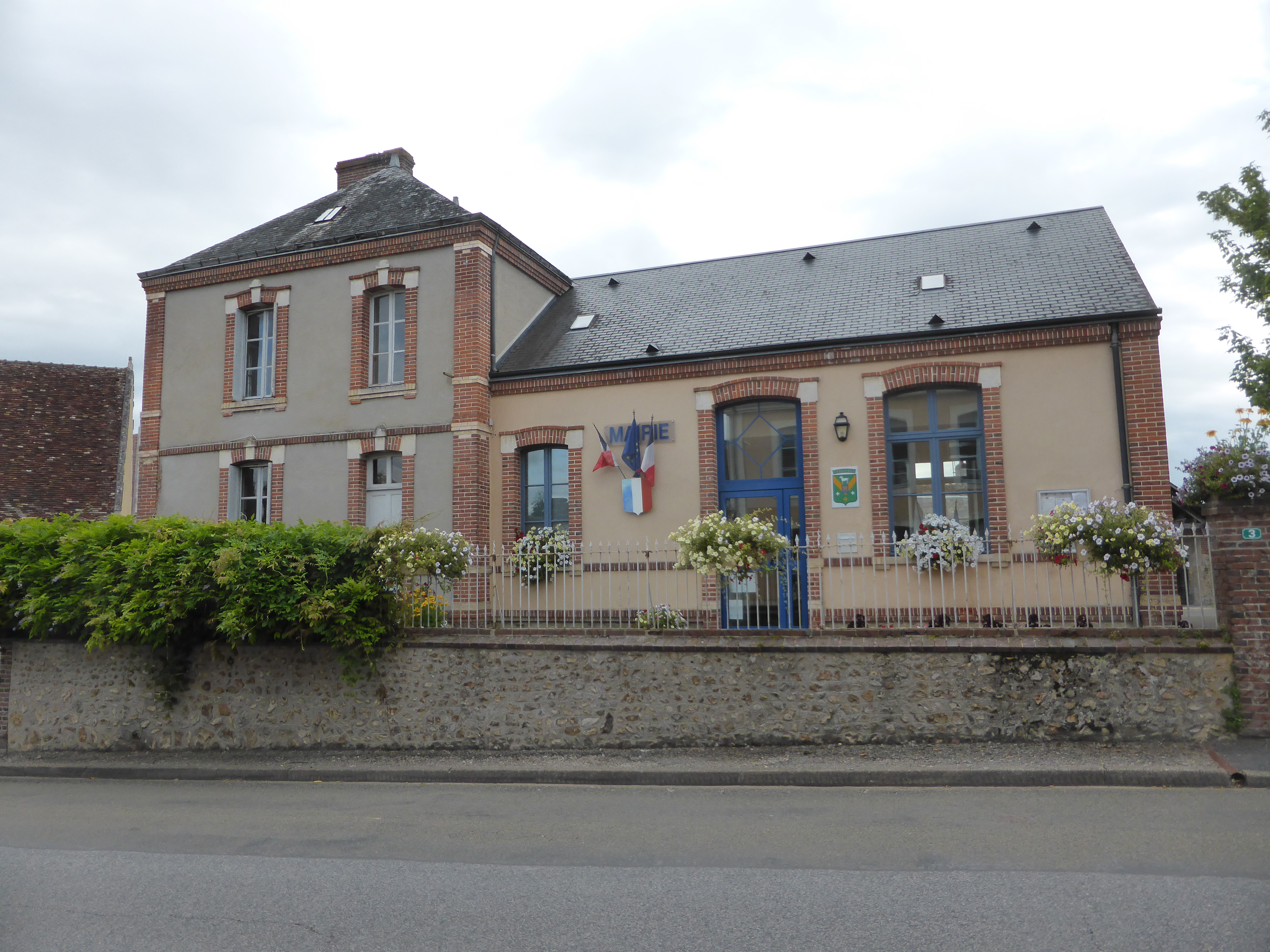
Mairie Verrières